# USS Advocate (AM-138)
USS Advocate (AM-138) był trałowcem typu Admirable. Stępkę okrętu położono 8 kwietnia 1942 w Tampa w stoczni Tampa Shipbuilding Co. Zwodowano go 1 listopada 1942, matką chrzestną była A. K. Brown. Budowę zakończono 25 czerwca 1943. Tego samego dnia okręt przekazano Związkowi Radzieckiemu jako T-111. 
"Advocate" występował na liście amerykańskich jednostek pomimo tego że nie został zwrócony przez ZSRR. Przeklasyfikowany na MSF-138 7 lutego 1955. Skreślony z listy 1 stycznia 1983.